# 里奧琳達 (加利福尼亞州)
里奧琳達（英語：Rio Linda）是位於美國加利福尼亞州薩克拉門托縣的一個人口普查指定地區。

## 地理
里奧琳達的座標為38°41′25″N 121°27′14″W / 38.69028°N 121.45389°W，而該地最高點為海拔高度17米（即56英尺）。

## 人口
根據2010年美國人口普查的數據，里奧琳達的面積為25.650平方千米，均為陸地。當地共有人口15106人，而人口密度為每平方千米588人。